# Mormodes lawrenceana
Mormodes lawrenceana är en orkidéart som beskrevs av Robert Allen Rolfe. Mormodes lawrenceana ingår i släktet Mormodes och familjen orkidéer.
Artens utbredningsområde är Colombia. Inga underarter finns listade i Catalogue of Life.